# 勝山海百合
勝山 海百合（かつやま うみゆり、1967年1月 - ）は、日本の小説家。ローマ字表記は「Umiyuri KATSUYAMA」。

## 略歴
岩手県江刺市（現・奥州市）出身。岩手県立岩谷堂高等学校、宮城学院女子短期大学、会社員を経て清泉女子大学を卒業。大学在学中の1995年、「草原」で岩手日報社発行の文芸誌「北の文学」優秀作を受賞。SF同人誌『ボレアス』にて作品を発表しつづける。
2006年、「軍馬の帰還」で第4回ビーケーワン怪談大賞を受賞。2007年、「竜岩石」で第2回『幽』怪談文学賞短編部門優秀賞を受賞。2011年、『さざなみの国』で第23回日本ファンタジーノベル大賞を受賞。
2020年、「あれは真珠というものかしら」で第1回かぐやSFコンテストの大賞を受賞。
2022年、掌編「喫茶アイボリー」の英訳（Toshiya Kamei訳）を寄せたアンソロジーProfessor Charlatan Bardot’s Travel Anthology to the Most (Fictional) Haunted Buildings in the Weird, Wild World（Eric J. Guignard編）がシャーリイ・ジャクスン賞アンソロジー部門を受賞。
2025年、ユキミ・オガワ「さいはての美術館」の翻訳で第56回星雲賞海外短編部門を受賞。
中国やインドなどアジア全域をモチーフにした作品が多いことから、文芸評論家の東雅夫は『竜岩石とただならぬ娘』解説で、作者を「アジアの海百合」と呼んでいる。

## 著作

### 単著
- 『竜岩石とただならぬ娘』MF文庫ダ・ヴィンチ、2008年（短編集）
- 『十七歳の湯夫人』MF文庫ダ・ヴィンチ、2009年（短編集）
- 『玉工乙女』早川書房、2010年11月
- 『さざなみの国』新潮社、2011年
- 『月ノ森の真弓子』イースト・プレス、2014年4月
- 『狂書伝』新潮社、2014年5月
- 『只野真葛の奥州ばなし 勝山海百合現代語訳』叢書東北の声、2017年3月
- 『厨師、怪しい鍋と旅をする』東京創元社、2018年11月

### アンソロジーへの寄稿
- 「軍馬の帰還」「魚怪」「呪いと毒」／『てのひら怪談』（2007年2月 ポプラ社 / 2008年6月 ポプラ文庫）ISBN 4591096998
- 「古井戸」／『てのひら怪談 2』（2007年12月 ポプラ社 / 2009年6月 ポプラ文庫【てのひら怪談 己丑】）ISBN 4591100103
- 「熊のほうがおっかない」／『怪談列島ニッポン 書き下ろし諸国奇談競作集』（2009年2月 MF文庫ダ・ヴィンチ）ISBN 9784840126748
- 「書聖」／『てのひら怪談 百怪繚乱篇』（2008年6月 ポプラ社）ISBN 4591103870
- 「NOU―能生―」「うざね」／『てのひら怪談 庚寅』（2010年6月 ポプラ文庫）ISBN 9784591118597
- 「原隊に復帰せず」／『てのひら怪談 辛卯』（2011年5月 ポプラ文庫）ISBN 9784591124802
- 「雄勝石」／『てのひら怪談 壬辰』（2012年6月 ポプラ文庫）ISBN 9784591129678
- 「リモナイア」／『kaze no tanbun 特別ではない一日』（2019年10月 柏書房）ISBN 9784760150878
- 「チョコラテ・ベルガ」／『kaze no tanbun 移動図書館の子供たち』（2020年12月 柏書房）ISBN	9784760152827
- 「あれは真珠というものかしら」／『ベストSF2021』（2021年11月 竹書房文庫）ISBN 9784801927544
- 「ビスケット・エフェクト」／『NOVA 2023年夏号』（2023年4月 河出文庫）ISBN 9784309419589
- 「石の花は枯れず」／『幻想と怪奇 不思議な本棚 ショートショート・カーニヴァル』（2024年6月 新紀元社）ISBN 978-4775321515

### 翻訳された作品
- 「羅浮之怪」
  - "A Strange Incident at Mount Luofu" Antipodean SF 262（2020年7月）- 英語（Toshiya Kamei訳）
- 「白桃村」
  - "White Peach Village" Antipodean SF 265（2020年10月）[7] - 英語（Toshiya Kamei訳）
- 「あれは真珠というものかしら」
  - "Dewdrops and Pearls" VirtualGorilla+（2020年10月）[8] - 英語（イーライ・K・P・ウィリアム訳）
  - "那是珍珠吗" VirtualGorilla+（2020年10月）[8] - 簡体字（田田訳）
  - "那是珍珠嗎" VirtualGorilla+（2020年10月）[8] - 繁体字（田田訳）
  - "¿Es acaso una perla?" Nagari Magazine（2020年10月）[9]、Axxón 299（2021年4月）[10] - スペイン語（Toshiya Kamei訳）
- 「魚怪」
  - "One Last Splash" Insignia Stories（2020年10月）[11] - 英語（Toshiya Kamei訳）
- 「軍馬の帰還」
  - "Return of a Warhorse" Fudoki Magazine（2020年10月） - 英語（Toshiya Kamei訳）
  - "Caii se întorc de la război" Galaxia 42（2020年12月）[12] - ルーマニア語（Miloș Dumbraci訳、Osamu Kaikouによる英訳からの重訳）
- 「とりひき」
  - "Schimbul" Galaxia 42（2020年12月）[12] - ルーマニア語（Miloș Dumbraci訳、Osamu Kaikouによる英訳からの重訳）
- 「朝の庭」「魚怪」「人参採り」
  - "Three Stories" The Cafe Irreal 76（2020年12月）[12] - 英語（Toshiya Kamei訳）

### 翻訳した作品
- D・A・シャオリン・スパイアーズ「虹色恐竜」"Caihong Juji" by D. A. Xiaolin Spires、VirtualGorilla+、2021年4月[13]
- トシヤ・カメイ「ピーチ・ガール」"Peach Girl" by Toshiya Kamei、VirtualGorillaPlus.com、2021年4月[14]
- S・チョウイー・ルウ「稲妻マリー」"The Shapeshifter Unraveled" by S. Qiouyi Lu、『幻想と怪奇7』、新紀元社、2021年8月
- S・チョウイー・ルウ「年々有魚」"An Abundance of Fish" by S. Qiouyi Lu、『S-Fマガジン』2021年10月号、早川書房[15]
- トシヤ・カメイ「黎明の龍」"Dragon in Flight" by Toshiya Kamei、『小説すばる』2021年10月号、集英社[16]
- シェリィ・カメイ「鶴の女たち」"Blood in the Thread" by Cheri Kamei、『すばる』2021年12月号、集英社[17]
- S・チョウイー・ルウ「沈黙のねうち」"Mother Tongues" by S. Qiouyi Lu、『紙魚の手帖』vol.02、東京創元社、2021年12月[18]
- L・D・ルイス「シグナル」"Signal" by L. D. Lewis、VirtualGorilla+、2022年2月[19]
- S・チョウイー・ルウ「海を繕う」"Spilling Salt Into the Sea" by S. Qiouyi Lu、『幻想と怪奇12』、新紀元社、2022年12月[20]
- ユキミ・オガワ「さいはての美術館」"The Portrait of a Survivor, Observed from the Water" by Yukimi Ogawa、『S-Fマガジン』2024年4月号、早川書房[21]